# Distretto dei 24 Pargana Nord
Il distretto dei 24 Pargana Nord è un distretto del Bengala Occidentale, in India, di 8 930 295 abitanti. Il suo capoluogo è Barasat.